# 塞克斯图斯·庞培
塞克斯图斯·庞培（拉丁語：Sextus Pompeius Magnus Pius，前67年—前35年），罗马共和国晚期将领，格奈乌斯·庞培之子，也被称作小庞培。他是反对后三头同盟的焦点人物。 

## 经历

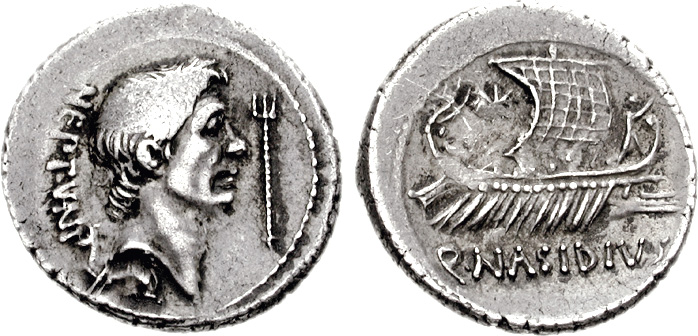
刻有小庞培的迪纳厄斯

小庞培为格奈乌斯·庞培与其第三位妻子穆西娅·特尔提娅所生，是家中最小的孩子。他与兄长皆成长在父亲的阴影之中。其父是罗马最伟大的将军之一，起初是一位非保守的政治家，但在尤利烏斯·凱撒成为威胁之后趋于保守。
公元前49年的罗马内战中，小庞培的兄长──与其父同名的格奈乌斯·庞培以及其他保守派元老随其父一同逃往东方，小庞培则留在罗马照顾其继母科涅莉亚·梅特拉。前48年，庞培军队于法萨卢斯战役中战败，庞培被迫逃命，科涅莉亚与小庞培与他在莱斯沃斯岛会合，一同前往埃及。9月29日，小庞培亲眼目睹父亲被杀害。此后，科涅莉亚返回罗马，小庞培则参加阿非利加行省的抵抗势力，与梅特鲁斯·西庇阿、小加图、兄长格奈乌斯及其他元老，谋划抵抗凯撒及其军队。
凯撒在爆发于公元前46年的首场战役──薩普蘇斯戰役中取胜。前45年，凯撒又在西班牙的蒙达战役中击败庞培兄弟二人。格奈乌斯被处决，但是小庞培逃过一劫，前往西西里岛。
公元前44年，凯撒在返回罗马后遭到谋杀。元老院任命小庞培为海军司令。但是事情并未重回正轨，而是引发凯撒继承者及其谋杀者之间的战争。奥古斯都、马克·安东尼以及马尔库斯·埃米利乌斯·雷必达建立后三头同盟，以为凯撒复仇并应对反对者。小庞培被宣判为「公敌」，但是布鲁图和喀西约是三头同盟优先进攻的对象。此外，因小庞培据有整个西西里岛，故而有时间及资源来发展军队，并组建一支强大的海军。
公元前42年，布鲁图和喀西约在腓立比戰役中失利被杀，此后，三头同盟将注意力集中至小庞培身上。

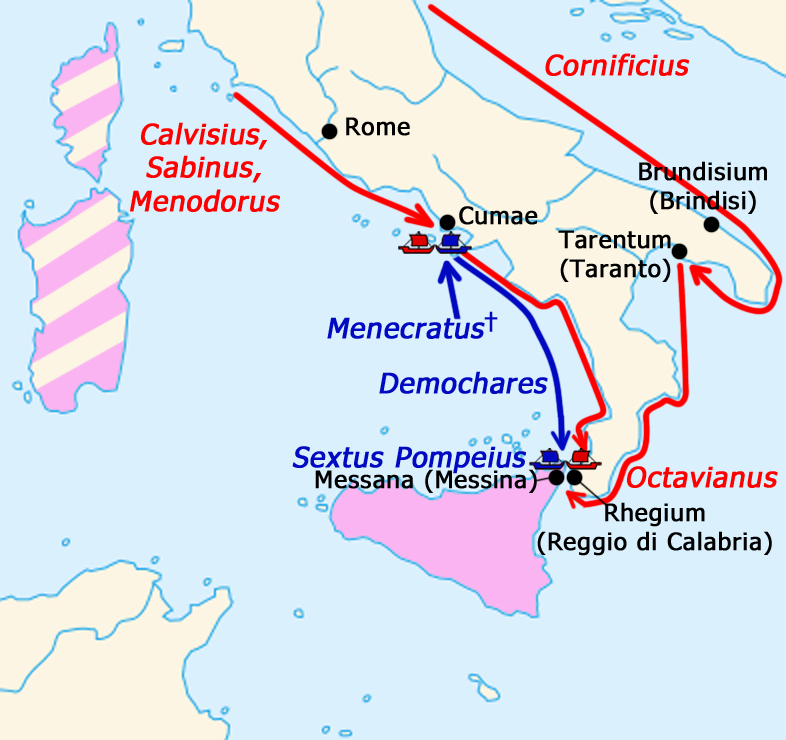
前38/37年形势
小庞培势力范围（条纹部分为夺取自屋大维的领土）↗ — 屋大维进军路线
↗ — 小庞培进军路线

然而此时，小庞培已经做好了抵抗的准备。此后几年间，尽管其海军将领于前40年从屋大维手中夺得撒丁岛，但双方均未取得决定性胜利。前39年春，小庞培与三头同盟签订和平协议，以在帕提亚帝国进攻前保护西方。但是和平并未持续太久。在安东尼缺席的情况下，屋大维与小庞培再起冲突。前38年，双方正式开战。前37年，屋大维于墨西拿海战中被击败。于是转向其友人瑪爾庫斯·維普撒尼烏斯·阿格里帕以及提图斯·斯塔提留斯·道拉斯寻求帮助。而三头同盟的马尔库斯·埃米利乌斯·雷必达则在阿非利加行省召集14个军团协助进攻小庞培。

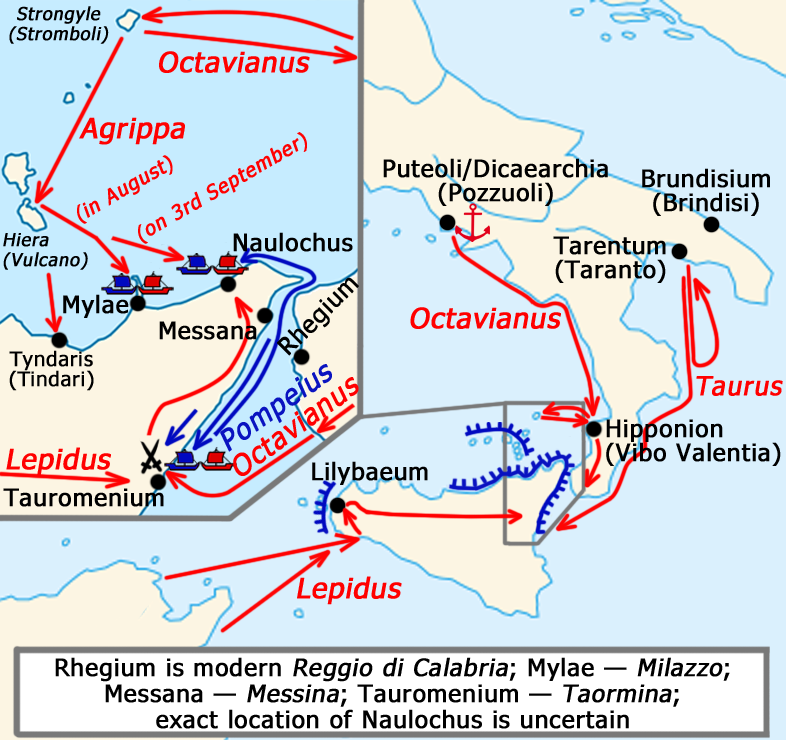
前36年形势
↗ — 屋大维行动路线
↗ — 小庞培行动路线

阿格里帕花一整个冬天在陆地上训练海军，并在阿韦尔诺湖附近建立一支舰队。前36年8月，双方在西西里岛东北部的米拉佐交战。一个月后，在納洛丘斯戰役中，小庞培舰队被完全摧毁。他放弃西西里，带着仅有的17艘船只逃往小亚细亚，失去其仅有的基地。前35年于米利都被擒获，在安东尼命令下未经审判便被处决。